# Nordterritorien der Goldküste

Das britische Protektorat der Nordterritorien der Goldküste zum Beginn des 20. Jahrhunderts.

Die Nordterritorien der Goldküste (engl. Northern Territories of the Gold Coast) waren ein britisches Protektorat im nördlichen Teil des heutigen Ghana, das von 1897 an bis zur Unabhängigkeit Ghanas 1957 als eigenständiger Bestandteil der britischen Kolonie Goldküste existiert hat. Das Protektorat wurde vornehmlich geschaffen, um eine rechtliche Grundlage zu haben, die es rechtfertigt, gegen die im Hinterland von Aschanti agierenden Freibeuterarmeen eines Samory Touré und eines Babatu dan Isa gewaltsam vorzugehen, aber auch gleichzeitig, um bislang noch von keiner europäischen Macht beanspruchte Gebiete im Hinterland der Goldküste zu besetzen. Das Hauptziel dabei war, den von Nordwesten und Norden aus vorrückenden Franzosen und den im Osten in das Landesinnere vordringenden Deutschen entgegenzutreten. Die Hauptstadt des Protektorats der Nordterritorien der Goldküste und auch Hauptsitz der Kolonialverwaltung war Tamale.

## Entstehungsgeschichte
Die etwa seit den frühen 1880ern andauernde Weltwirtschaftskrise erreichte um das Jahr 1890 ihren Höhepunkt. Die Exportwirtschaft in Westafrika kam dabei fast völlig zum Erliegen, weil die importierenden Unternehmen in Europa zunehmend verschwanden und für Neugründungen das Kapital fehlte. Vielerorts in Europa sah man in diesem Zusammenhang in einer wirtschaftlichen Expansion in den Kolonien auch eine gewisse Gelegenheit zur Krisenbewältigung, besonders im rohstoffreichen Afrika. Dazu war es jedoch notwendig, zuvor rechtliche Rahmenbedingungen zu schaffen, die eine industrielle Ausbeutung von Rohstoffquellen nicht nur zuließen, sondern eine solche auch mit staatshoheitlicher Gewalt sicherstellen konnte. Immer wieder hatten Lobbyisten-Gruppierungen in den europäischen Parlamenten darauf gedrängt, „etwas zu unternehmen“, um z. B. die Ausbeutung bestimmter Rohstoffquellen in Übersee für die europäischen Industrien zu garantieren. So wundert es nicht, dass Frankreich und Großbritannien im August 1890 ein Abkommen schlossen, um ihre Interessensphären in Westafrika voneinander abzugrenzen. Gemäß diesem Vertrag wurde in Westafrika das gesamte Nigerbecken zum britischen Interessengebiet erklärt, während der obere Niger und der Nigerbogen den Franzosen zuerkannt wurde. Vom Hinterland der Goldküste und von anderen Bereichen Westafrikas war in diesem Vertrag keine Rede. Dies lag an einigen mächtigen Staaten, die in diesen Gegenden bereits seit langem existierten, sei es der Mossi-Kaiser mit seinem Reich, das Aschantireich, das Königreich Dahomey oder auch den erst neu unter dem Deckmantel des Islam entstandenen Freibeuterstaaten, wie Bissandougou eines Samori Touré oder das Zabarima-Emirat des Gazari bzw. Babatu, um nur die wichtigsten zu nennen.

### Die französische Konkurrenz

#### Samori
Mit der Unterstützung von lokalen Häuptlingen war es den Franzosen 1892/1893 gelungen, Samori Touré aus den Gegenden des oberen Niger zu vertreiben und ihn in Richtung Süden bis an den Oberlauf des Schwarzen Volta zu drängen. Hier gründete Samori einen neuen islamischen Staat mit Dabakala als Hauptstadt, nachdem das Auftreten seiner mordenden und plündernden Sofa-Banden zuvor in weiten Teilen seines neuen „Staatsgebietes“ zu einer gewissen Entvölkerung geführt hatte. Ein Großteil der Bevölkerung war entweder getötet oder in die Sklaverei verkauft worden. Sklavenhandel bildete das (so ziemlich einzige) wirtschaftliche Fundament von Samoris Staatswesen.

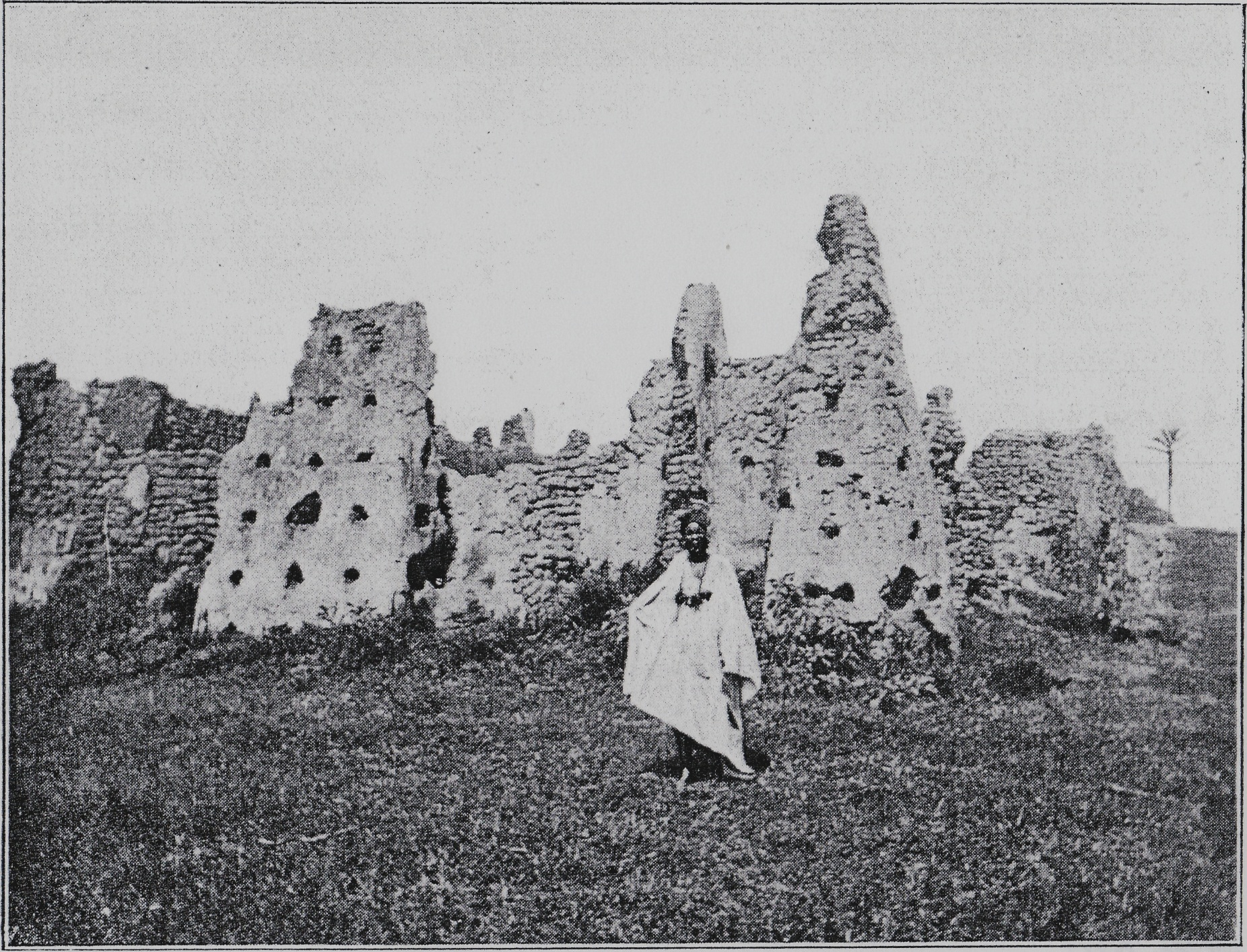
Vor einer von Samori's Sofa-Truppen zerstörten Moschee in der Nähe von Bouna (Elfenbeinküste), 1901/1903

Anfang 1895 fiel Samori Touré mit seinem Heer in das südlich von seinem neuen Machtgebiet gelegene Königreich Kong ein. Von der einst blühenden Handelsstadt Kong (die Hauptstadt des gleichnamigen Reiches), die zuvor 20.000 Einwohner gezählt hatte, blieben nach dem Gemetzel von Samoris Sofa-Banden nur noch rauchende Trümmer übrig. So erging es auch zahlreichen anderen Orten in dieser Region.
Im Hinterland von Ashanti gab es in der ersten Hälfte des Jahres 1896 auch erste Gefechte zwischen Samori's Sofa-Truppen und britischen Militäreinheiten, die sich insbesondere auf die Gegend um Wa und auf das Gebiet von Banda konzentrierten. Zahlreiche Ortschaften wurden dabei von der einen Seite erobert und von der anderen kurze Zeit später wieder zurückerobert. Hinzu kamen die ständigen Gefechte zwischen den Sofas und den Franzosen im Norden, die Samori immer mehr in Richtung Süden zwangen. Dies war aber nicht das einzige Spannungsfeld. Die politische Situation in den Nordterritorien wurde zusätzlich verkompliziert durch die Konkurrenz von Briten und Franzosen in der Frage um Gurunsi. Zum einen wollte jeder selbst seine Flagge hier aufpflanzen, zum anderen wollte man aber auch in jedem Fall einen eventuellen Einmarsch der Deutschen, die aus östlicher Richtung vordrangen, verhindern. Im Juni 1896 kam es im Zuge der Bekämpfung von Samori zur Besetzung von Wa durch französische Truppen. Dies ließ bei den Briten alle Alarmglocken läuten und man bemühte sich eiligst, um zu einer Übereinkunft mit Samori zu gelangen, was allerdings scheiterte. Aus britischer Sicht drohte ein offener Zweifrontenkrieg, den man jedoch dadurch zu umgehen versuchte, dass man Samori nun zu direkten Aktionen zwingen wollte, wodurch man allerdings indirekt die Franzosen zu bekämpfen versuchte, ohne Frankreich dabei den Krieg erklären zu müssen. London autorisierte daraufhin im Juni 1896 den Gouverneur, wenn nötig Bondoukou gewaltsam einzunehmen. Der offizielle Vorwand war, dem Treiben des Samori mit allen Mitteln ein Ende zu bereiten.

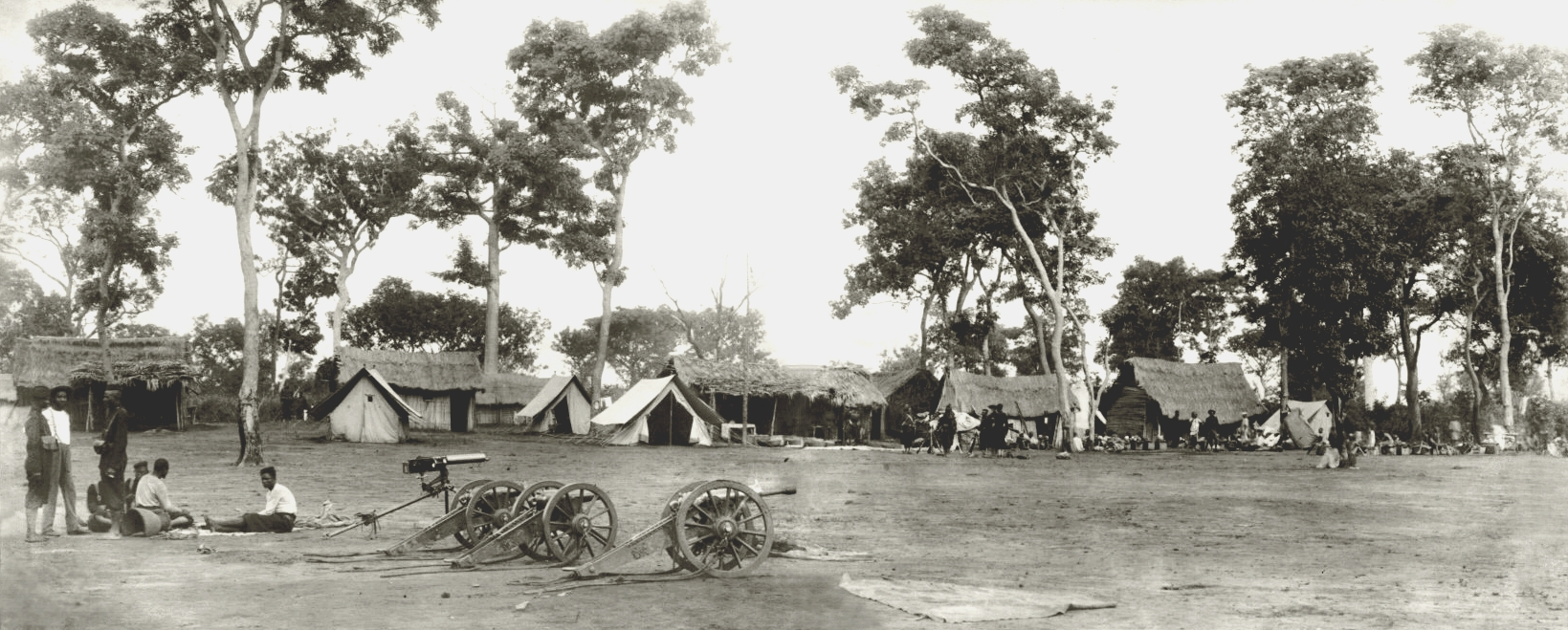
Britisches Feldlager in der Nähe von
Kintampo (östlicher Grenzbereich des Banda-Gebiets), 1897

Das britische Gouvernement entsandte daraufhin Militäreinheiten in die Regionen des Schwarzen Volta, um ihrerseits Samori's Mörderbanden zu bekämpfen, aber Samoris Truppen gelang es immer wieder, Gefechten mit den Briten auszuweichen. Am 29. März 1897 kommt es dann doch zwischen britische Einheiten unter dem Kommando von Francis B. Henderson und Samoris Truppen zu einem größeren Gefecht. Weitere Gefechte folgten, wie z. B. am 7. April 1897 in der Nähe von Wa, wo mit George E. Ferguson auch ein hochrangiger Offizier der Briten getötet wurde.

#### Der Fall Bondoukou
Im Juni 1897 erhielt der britische „Inspector General“ in Kumasi, O. Mitchell, den Befehl, alle Sofas aus der Region Banda auszuweisen und auch deren Position in Bondoukou zu erkunden. Kurze Zeit später empfing Mitchell Gesandte des gegen Samori intrigierenden Häuptlings Pape, der nach dem Tode von Gyamanhene Agyemang Anfang 1897 als Interims-Regent die Staatsgeschäfte des Königreiches Gyaman bis zur Wahl eines neuen Königs übernommen hatte. Pape ließ Mitchell mitteilen, dass eine große Anzahl von Samoris Leuten bereits im Mai 1897 in Richtung Bouna aufgebrochen sei und dass er mit seinen Unterstützern bereit sei, mit den Briten zu kooperieren, um den Feind gänzlich aus Bondoukou zu vertreiben. Obwohl man sich bewusst war, dass Gyaman offiziell französisches Schutzgebiet war, vereinbarten beide Seiten, dass eine britische Militärabteilung am 7. Juli 1897 die Stadt besetzen solle inmitten einer von Pape's Leuten angezettelten allgemeinen Revolte. Ohne jedoch dazu eine Genehmigung von Gouverneur Maxwell erhalten zu haben, verließ Mitchell am 5. Juli 1897 seine Basis im Banda-Gebiet und wandte sich mit einer Militärabteilung über Tambi nach Bondoukou.
In Bondoukou war man am 6. Juli 1897 gerade mitten in der Installationszeremonie für den neuen Imam Kunadi Timitay, als die Nachricht eintraf, dass einige Weiße mit Kanonen auf der Route nach Tambi unterwegs seien. Häuptling Pape bestritt daraufhin gegenüber Bakari, Samori's „Chief Lieutenant“ in Bondoukou, auf dessen Nachfrage hin, jegliche Kenntnis bezüglich des britischen Vorrückens. Bakari verließ daraufhin am Morgen des 7. Juli 1897 mit den meisten seiner Sofas die Stadt, während sein Chefadjudant, Sanusi Dyabi, versuchte, die Einwohner von Bondoukou zusammenzutreiben und diese zu einer „Massenauswanderung“ in Richtung Norden zu bewegen. Die von ihm Zusammengetriebenen zerstreuten sich allerdings wieder bei der erstbesten Gelegenheit. Wütend über den Mangel an Kooperation ordnete Sanusi an, mit Hereinbrechen der Nacht Bondoukou niederzubrennen. Genau zu diesem Zeitpunkt setzte der Beschuss aus Mitchells Kanonen ein. Noch in der Abenddämmerung verfolgten die Briten die flüchtenden Sofas bis nach Barabo, ein weiteres Vordringen hielt Mitchell jedoch nicht für ratsam. Nach einer Unterredung mit Häuptling Pape wurde dieser schließlich zum neuen König von Bondoukou ausgerufen und am 9. Juli 1897 zog sich Mitchell mit seinen Leuten wieder in Richtung Banda zurück unter Zurücklassung von vier Soldaten bei Bokari, welche die Sofa-Bewegungen beobachten sollten. Der französische Gouverneur in Grand-Bassam tobte vor Empörung, Gouverneur Maxwell war das eigenmächtige Vorgehen Mitchells mehr als peinlich – aber die Gyamans jubelten.

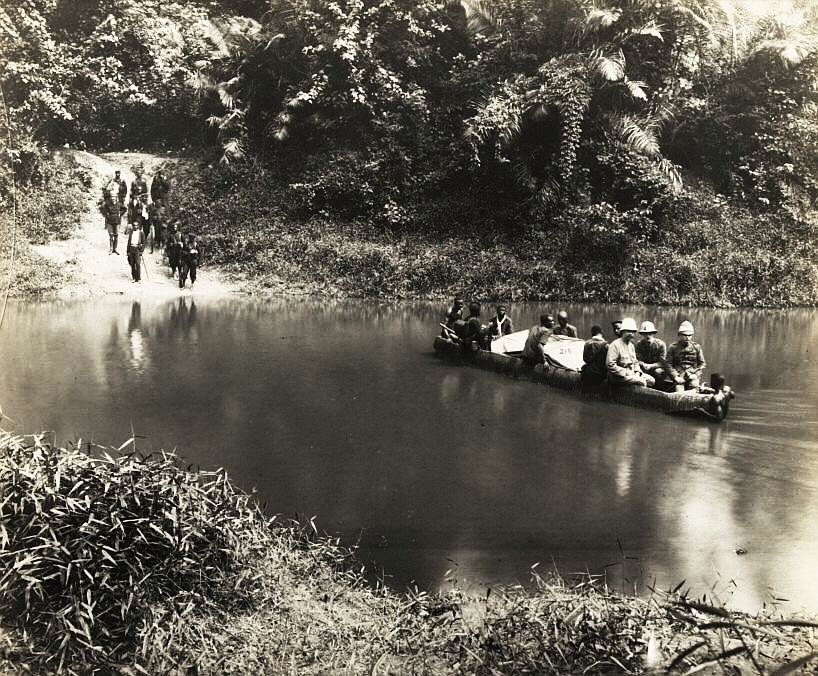
Der britische Gouverneur Maxwell beim Übersetzen über den Pra auf dem Weg nach Bondoukou, September 1897

Um weiteren Aktionen britischer Truppen auf dem eigentlich unter französischem Schutz stehendem Territorium vorzubeugen, wurden umgehend französische Truppen in Marsch gesetzt, um Gyaman zu besetzen. Noch im selben Jahr 1897 war der westliche Teil Gyamans unter französischer Kontrolle, während die Briten ihrerseits auf Befehl von Gouverneur Maxwell von Banda aus den östlichen Teil besetzten. Britische Einheiten erreichten am 2. September 1897 Bondoukou. Gouverneur Maxwell begab sich daraufhin selbst nach Bondoukou, wo er am 27. September 1897 eintraf. Zahlreiche Unterredungen fanden statt und nach dem Abwarten der Antwort auf eine an Samori gesandte Botschaft, begab sich Maxwell am 23. Oktober 1897 wieder auf die Rückreise. Vier Tage später setzte sich eine etwa 300 Mann starke britische Militärabteilung unter dem Kommando von Captain Jenkinson zu einem Feldzug gegen Samori in Bewegung, wobei diese sogar von Imam Kunadi Timitay, Häuptling Pape und zahlreichen Gyaman-Adligen mit ihren Gefolgsleuten begleitet wurden. Man wollte unter allen Umständen eine Rückkehr von Samoris Sofa-Banden vorbeugen.

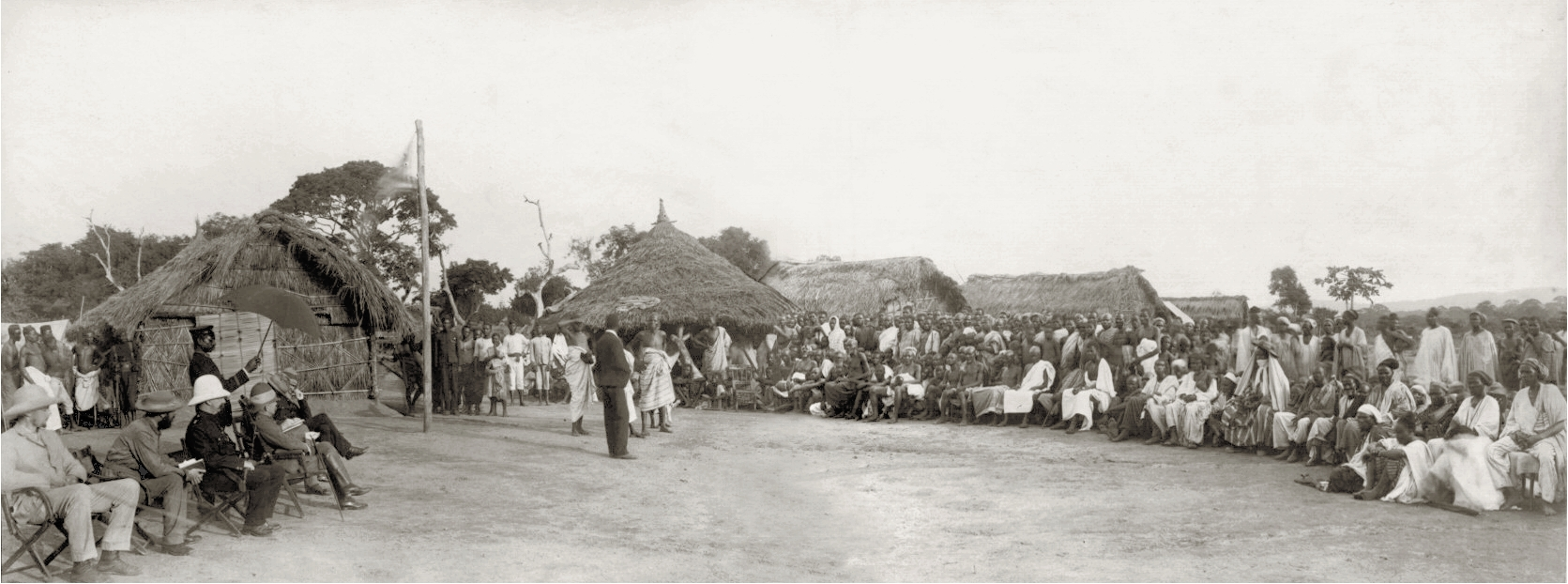
Der britische Gouverneur Maxwell im Palaver mit den Häuptlingen in Bondoukou, 27. September 1897 oder einige Tage später

Angesichts der britischen Aktivitäten beschlossen die Franzosen, nun gänzlich von Gyaman Besitz zu ergreifen. Capitaine François Joseph Clozel erhielt daher am 19. November 1897 in Assikasso den Befehl, sich ohne Verzögerung nach Bondoukou zu begeben und die Stadt zu besetzen. Er erreichte die Stadt am 5. Dezember 1897 und fand diese in einem trostlosen Zustand vor. Zahlreiche Häuser waren zerstört. Am 17. Dezember 1897 kehrte schließlich Imam Kunadi mit etwa 200 bewaffneten Gefolgsleuten von seinem samorianischen Feldzug zurück, Häuptling Pape sollte später folgen. Kunadi traf mit Clozel eine neue Vereinbarung und vermittelte auch bezüglich der Unterwerfung von Häuptling Pape unter die französische Oberherrschaft.

#### Das Ende von Samori
Mittlerweile eingekeilt von Franzosen und Briten versuchte Samori mit seinen Sofa-Banden nach Nordwesten auszubrechen und konnte schließlich am 29. September 1898 in der Nähe von Guélémou (Elfenbeinküste) von den Franzosen gefangen genommen werden. Er wurde anschließend nach Gabun ins Exil verbannt, wo er 1900 starb. Sein bisheriges Staatswesen wurde nach der Gefangennahme als aufgelöst erklärt und dessen Territorium in das der Kolonie Französisch-Westafrika eingegliedert.

#### Der Marka-Dschihad und die Schlacht um Boussé
Die islamischen Marka hatten 1892 unter ihrem Führer Al-Kari im Nordwesten und der Mitte des heutigen Burkina Faso einen eigenen islamischen Staat gegründet mit Boussé als Hauptstadt, welcher zum Ausgangspunkt eines Dschihad werden sollte „zur weiteren Verbreitung des wahren Glaubens“, wie es hieß. Seit dem Beginn ihres Dschihad hatten die Marka-Krieger des Al-Kari große Erfolge feiern können und weite Teile des Samo-Landes (im Nordwesten des heutigen Burkina Faso) erobert. Hierbei stieß man jedoch auf französische Militäreinheiten, die zuvor mit Samoris Banden im Kampf gestanden hatten und welche nun mit aller Entschlossenheit auch die Marka-Truppen bekämpften. Den Franzosen gelang damals aus militärischer Sicht ein kleines Meisterstück. Am Morgen des 1. Juli 1894 tauchten französische Truppen vollkommen überraschend vor der Stadt Boussé auf, während sich die eigentliche Marka-Armee südlich von Koumbara befand. In Boussé kam es zur Schlacht mit den Verteidigern, die den ganzen Tag andauerte. Al-Kari wurde bei diesen Kämpfen getötet und es hieß, man habe im Anschluss nicht einen einzigen Marka mehr lebend vorgefunden, weder auf dem Schlachtfeld, noch in den Trümmern der Stadt. Die Marka-Armee löste sich nach der Nachricht von der Eroberung ihrer Hauptstadt komplett auf, ein großer Teil von ihnen wandte sich nach Süden, um sich der Zabarima-Armee des Babatu anzuschließen, der im Gurunsi-Gebiet (im Norden des heutigen Ghana) sein damaliges Domizil hatte. Dieser galt nicht unbedingt als ein Freund von Samori, auch wenn es Kontakte zwischen beiden gegeben hatte.

### Der Auseinanderfall des Aschantireiches
Die Staaten und Gebiete der Brong-Konföderation, die zuvor die Nord- und Nordostprovinzen des Aschanti-Staates gebildet hatten, waren bereits in den 1870ern und der Zeit danach von Asante abgefallen und hatten ihre Unabhängigkeit von Asante erklärt. Von ihnen hatte jedoch der König von Atebubu am 25. November 1890 einen Schutzvertrag mit den Briten abgeschlossen.
Adansi, das seit dem 17. Jahrhundert die Südprovinz des Aschanti-Staates gebildet hatte, hatte ebenfalls am 18. Oktober 1895 einen Schutz- und Freundschaftsvertrag mit den Briten geschlossen.
Unter dem Vorwand der Bekämpfung von Samoris Truppen besetzten auf Befehl von Gouverneur Maxwell britische Truppen am 17. Januar 1896 die aschantische Hauptstadt Kumasi, nachdem ein dem Asantehene gestelltes Ultimatum abgelaufen war und mit welchem die Briten die Zulassung einer Einsetzung eines British resident delegate in Kumasi gefordert hatten. In den Augen der Briten galten die Aschanti ohnehin als Verbündete von Samori, welche diesen mit europäischen Waffen versorgten. Mit der Besetzung der Stadt wurde auch der König (Asantehene) und seine wichtigsten Häuptlinge von den Briten gefangen genommen. Am 16. August 1896 erklärte das britische Gouvernement offiziell, dass das Königtum in Asante abgeschafft und das Königreich aufgelöst sei und dass das bisherige, von Kumasi aus verwaltete Territorium nunmehr ein Schutzgebiet Großbritanniens sei. Der Asantehene wurde samt seinem Gefolge auf die Seychellen im Indischen Ozean deportiert.
Angesichts der Ereignisse schlossen auch die Häuptlinge von Asunafo-Ahafo 1896 einen Schutzvertrag mit den Briten. Ihr Territorium war nun ein separates britisches Protektoratsgebiet mit dem Kukumohene als oberste politische Instanz. Damit war auch der Südwesten des bisherigen Aschantireiches abgefallen.
Dennoch gab es auch einige Gegenden, in denen man auch weiterhin loyal zu den Aschanti stand. Eine solche war zum Beispiel die Region um Assikasso (im Osten der heutigen Elfenbeinküste), die seit dem 18. Jahrhundert eine Provinz Asantes gewesen war. Mit dem Sieg der Briten über Asante 1874 wurde Assikasso jedoch in die Unabhängigkeit entlassen. Angesichts des britischen Aufmarsches in Asante und dem weiteren Vordringen der Briten nach Norden bemühten sich auch die Franzosen eiligst und möglichst nahe zu den britischen Schutzgebieten militärische Präsenz zu zeigen. So wurde u. a. auch in Assikasso ein französischer Militärposten errichtet, was allerdings den Widerstand der Einheimischen hervorrief. Im Jahre 1898 wurde daher der Militärposten in Assikasso von einheimischen Kriegern belagert und es erging eine Botschaft an den französischen Gouverneur, in der man erklärte, dass man mit den Ashantis und anderen Akan-Stämmen verwandt sei und die Franzosen kein Recht hätten, Akan-Territorium zu besetzen. Die Franzosen sahen in Assikasso allerdings einen Teil des Königreiches Gyaman, mit dem man 1888 einen Schutzvertrag geschlossen hatte. Assikasso wurde daraufhin 1898 von französischen Militäreinheiten besetzt und offiziell zum Teil der französischen Kolonie Elfenbeinküste erklärt.

## Die Errichtung des Protektorats
Mit dem Vorgehen gegen Samori und der Niederschlagung des Marka-Dschihad hatten die Franzosen weite Teile der nördlichen Elfenbeinküste und des Mossi-Landes besetzt. Um zu verhindern, dass Franzosen und Deutschen den Kampf gegen Freibeuterkönige wie Samori oder Babatu zum Anlass nahmen, Ländereien nördlich des früheren Aschantireiches zu besetzen und für sich zu beanspruchen, wurde 1897 kurzerhand das britische Protektorat der Nordterritorien errichtet.

### Die Zabarima
Die Zabarima waren einst in den frühen 1860ern oder kurz davor als Pferdehändler nach Dagomba gekommen. Da sich die Dagomba jedoch mit der Bezahlung ihrer Ware etwas Zeit gelassen hatten, hatte sich der überwiegende Teil der Zabarima-Händler im Dagomba-Land häuslich niedergelassen. Um eine Lebensgrundlage zu haben, beteiligte man sich zunächst als Söldner an den Sklavenjagden des Adama, dem damaligen Häuptling von Karaga in Dagomba. Dagomba war damals gegenüber dem Aschantireich tributpflichtig und entrichtete seinen alljährlichen Tribut überwiegend in Form von Sklaven. In den späten 1880ern kam es jedoch zum Bruch zwischen den Zabarima und den Dagomba und die ersteren zogen weiter nach Westen, wo man im Gurunsi-Land die Sklavenjagden auf eigene Rechnung fortsetzte und schließlich hier ein eigenes Emirat gründete. Der erste Emir des Zabarima-Landes war Gazari, nach dessen Tod wurden unter seinem Nachfolger als Emir, Babatu dan Isa, die Sklavenjagden in den Gegenden des heutigen nördlichen Ghana und des südlichen Burkina Faso weiter fortgesetzt. Obwohl sie sich selbst zum islamischen Glauben bekannt haben, wurden selbst Malams in den von ihnen heimgesuchten Gebieten gefangen genommen und als Sklaven verkauft.
Zusammen mit einheimischen Verbündeten gelang es den Franzosen schließlich, am 14. März 1897 Babutu und seine Zabarima-Armee in der Schlacht bei Gadiogo (Burkina Faso) zu besiegen. Der Rest seiner Truppen unterlag erneut den Franzosen am 23. Juni 1897 in der Nähe von Doucie (Burkina Faso). Einem Teil der Zabarima-Truppen gelang es dabei jedoch in Richtung Süden zu fliehen, wo man sich von Oktober 1897 an ständig Gefechte mit britischen Militäreinheiten lieferte, bis schließlich im Juni 1898 auch der letzte Rest von Babutus Privatarmee besiegt war.

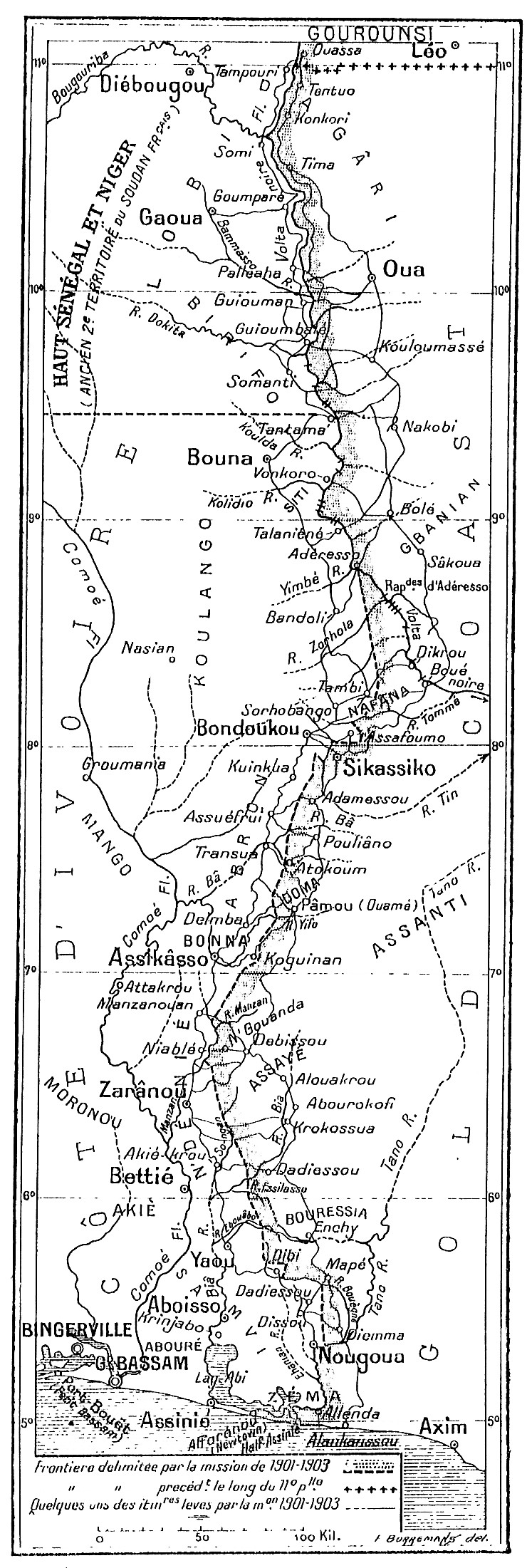
Die Westgrenze der Kolonie Goldküste nach der französisch-britischen Übereinkunft 1902/1903

### Grenzziehung
Vertreter der französischen und britischen Regierung hatten zuvor bereits am 20. April 1897 bei Yaruba eine erneute zeitweilige Übereinkunft über die Abgrenzung ihrer Interessengebiete in den Regionen des oberen Volta getroffen, der mit einem Grenzvertrag vom 14. Juni 1898 noch einmal novelliert wurde. Grob gesehen bildet diese Linie auch die heutige Grenze zwischen Ghana und Burkina Faso.
Bezüglich der Ostgrenze des Protektorats unterzeichneten am 14. November 1898 die Vertreter Großbritanniens und des Deutschen Reiches eine Übereinkunft über die Abgrenzung ihrer jeweiligen Interessensphären zwischen dem Goldküstenhinterland und dem Togogebiet. Die bisherige neutrale Zone im Salaga-Gebiet wurde als aufgelöst erklärt und eine Grenzziehung vorgenommen, welche von der Mündung des Dako-Flusses in den Volta an über weite Strecken entlang des Dako-Flusses grob gesehen in Nord-Süd-Richtung verlief. Den Mamprussi als auch den Tschokossi, durch deren Gebiet die Grenze verlief, wurde es dabei freigestellt, zu ihren Stammesgenossen auf der jeweils anderen Grenzseite überzusiedeln, wenn sie es wollten. Hinsichtlich der Dagomba war die Organisation eines solchen Unterfangens jedoch unmöglich aufgrund der territorialen Größe ihres Siedlungsgebietes. Sie blieben auch weiterhin geteilt.
Hinsichtlich der Westgrenze verhinderte die Frage um Gyaman und die damit verbundenen territorialen Ansprüche der beiden Konialmächte Frankreich und Großbritannien eine rasche Einigung. Erst nach zähen diplomatischen Verhandlungen einigte man sich auf eine gemeinsame Grenzkommission, welche 1902/1903 die Gegenden bereisen und die französisch-britische Grenze zwischen der Meeresküste und 11. Breitengrad nördlicher Breite festlegen sollte, was dann auch so geschah. Der damals vereinbarte Grenzverlauf bildet im Wesentlichen auch heute noch die Westgrenze Ghanas zur Elfenbeinküste bzw. im Nordabschnitt zum heutigen Burkina Faso.
1956 erweiterte sich die Ostgrenze des Protektorats nach einer Volksabstimmung in dem seit dem Ersten Weltkrieg existierenden britischen Mandatsgebiet des Togolandes weiter nach Osten. Dieser Grenzverlauf bildet auch heute den oberen Abschnitt der Grenze zwischen den Republiken Ghana und Togo.